# Move Bitch
Move Bitch (auch bekannt als Move B***h oder Move) ist ein Lied des US-amerikanischen Rappers Ludacris, das er zusammen mit den Rappern Mystikal und I-20 aufnahm. Der Song ist die fünfte und letzte Singleauskopplung seines dritten Soloalbums Word of Mouf und wurde am 21. Mai 2002 ausschließlich in den Vereinigten Staaten veröffentlicht.

## Inhalt
| Liedteil   | Künstler |
| Refrain    | Ludacris |
| 1. Strophe | Ludacris |
| 2. Strophe | Mystikal |
| 3. Strophe | I-20     |

In Move Bitch regen sich Ludacris, Mystikal und I-20, jeweils aus der Sicht des lyrischen Ichs, über andere Leute auf, die ihnen aus dem Weg gehen sollen. Der Text enthält viele Schimpfwörter und Gewaltandrohungen. So rast Ludacris in betrunkenem Zustand mit überhöhter Geschwindigkeit im Auto durch die Straßen und droht anderen, sie zu überfahren, wenn sie nicht Platz machen. Mystikal gibt sich als Sexsymbol, der von Frauen bedrängt wird, weil sie von ihm Unterhalt wollen. Sie sollten sich vor ihm in Acht nehmen, wenn er im Tourbus fahre. I-20 rappt, wie er zu einer Party fährt und dort mit seinen Leuten eine Schlägerei anfängt. Alle sollten ihm schnellstmöglich aus dem Weg gehen oder würden verprügelt.

“Move, bitch! Get out the way

Get out the way, bitch, get out the way”

## Produktion
Der Song wurde von dem US-amerikanischen Musikproduzenten KLC produziert, der zusammen mit Ludacris, Mystikal und I-20 auch als Autor fungierte.

## Musikvideo
Bei dem zu Move Bitch gedrehten Musikvideo führten Erik White und Chaka Zulu Regie. Es verzeichnet auf YouTube über 37 Millionen Aufrufe (Stand: Januar 2023). Alle Schimpfwörter, wie „Bitch“ oder „Nigga“, sind im Video zensiert. Zu Beginn ist eine Reporterin zu sehen, die vor einem Ludacris-Konzert auf den Rapper wartet. Anschließend wird Ludacris gezeigt, der mit einem Auto im Stau steht und kurz darauf im Club auf einer Bühne zu sehen ist, wo er das Lied, umgeben von enthusiastischen Fans, performt. Nun fährt Mystikal in einem großen Pick-up durch eine Menschenmenge und hält vor dem Club, wo er anschließend seine Strophe ebenfalls auf der Bühne rappt und dabei auch Crowdsurfing macht. Zuletzt rappt I-20 seinen Text aggressiv in die Kamera, während er im Club auf der Bühne und zwischen den Leuten steht.

## Single

### Covergestaltung
Das Singlecover zeigt Ludacris, der ein rotes Basecap trägt und sich zusammen mit einem weißen Hund vor der Tür eines Hauses umsieht. Links oben befindet sich der gelbe Schriftzug Ludacris und darunter in einer roten Sprechblase der Titel Move B***h in Weiß.

### Titelliste
1. Move B***h (Radio Edit) (feat. Mystikal und I-20) – 4:10
2. Keep It on the Hush (Radio Edit) (feat. Jazze Pha) – 4:47

### Chartplatzierungen
Move Bitch stieg am 8. Juni 2002 in die US-amerikanischen Singlecharts ein und erreichte am 5. Oktober mit Platz zehn die höchste Position. Insgesamt konnte es sich 23 Wochen in den Top 100 platzieren.
| ChartsChartplatzierungen       | Höchstplatzierung | Wochen |
| ------------------------------ | ----------------- | ------ |
| Vereinigte Staaten (Billboard) | 10 (23 Wo.)       | 23     |

| ChartsJahrescharts (2002)      | Platzierung |
| ------------------------------ | ----------- |
| Vereinigte Staaten (Billboard) | 55          |